# 德国外交部长列表
德国外交部长（德語：Bundesminister des Auswärtigen）是德国内阁的一员。同样也是德国外交部的首长，负责处理外交事务。现任外交部长是约翰·瓦德富尔。本条目包括了自德意志帝国成立以来的历任德国外交总长，他们是德国历史上主导处理外交事物的首长，以及对德国在外交关系上面有很大贡献的人。
德国联邦对外事务的首位负责人是由短暂存在的法兰克福国民议会（1848年至1849年）所任命的临时中央政府成员。随着北德意志邦联接管普鲁士的外交事务，该机构获得了现今的名称“外交部”（Auswärtiges Amt）。当时外交部的领导人称为国务秘书（Staatssekretär），仿照英国体制设立。他并非政治人物，而是公务员，对总理负责，在德意志帝国时期常由帝国总理兼任。
魏玛共和国成立后的首届政府，首次设立了对外交政策负有政治责任的部长职务。在魏玛共和国时期，古斯塔夫·施特雷泽曼是担任时间最长的外交部长（1923年至1929年），他也是唯一获得过诺贝尔和平奖的德国外长。
德国于1949年制定了新宪法，重新成为主权国家。然而直到1951年，该国才重新获得独立开展外交政策的能力。最初是总理康拉德·阿登纳亲自领导外交部。西德的第一位独立外交部长于1955年正式任命。

## 德意志帝国（1871–1918）
德国外交部在1870年成立，当时负责北德意志邦联的外交政策，1871年起则负责德意志帝国的外交政策，在此之前普鲁士和北德意志邦聯的外交归属普鲁士外交部长管理。外交部最初是由国务秘书担任首长（不称部长），而德国总理则保有外交事务的责任。一开始在奧托·馮·俾斯麥的领导之下，外交部分为政治及经济、法律及领事事务两大部门。在1890年俾斯麦下台后，外交部增设殖民地事务部门，形成后来1907年成立的帝国殖民事务部（Reichskolonialamt）。一战时期，外交部必须和德皇威廉二世協調，適應其个人外交政策。
职务名称可以被翻译为外交大臣，可以被称作代理国务秘书，或者国务卿，国务卿是这个帝国最高权力机构的首脑，大致相当于今天的部长。为了方便统一，这里统一称作部长或代理部长。
| 姓名 (出生－逝世)                               | 肖像                    | 任期                    | 任期                    | 总理                                              | 備註 | 備註                    |
| 德意志帝国（1871–1918）                         | 德意志帝国（1871–1918） | 德意志帝国（1871–1918） | 德意志帝国（1871–1918） | 德意志帝国（1871–1918）                           | 德意志帝国（1871–1918） | 德意志帝国（1871–1918） |
| ----------------------------------------------- | ----------------------- | ----------------------- | ----------------------- | ------------------------------------------------- | --- | ----------------------- |
| 赫尔曼·冯·蒂勒 (1812–1889)                      |                         | 1871年3月21日           | 1872年9月30日           | 俾斯麦                                            | 被奥托·冯·俾斯麦1870年任命为北德意志邦联邦第一任外交部长，在北德意志邦联邦变为德意志帝国后继续任职 |                         |
| 赫尔曼·路德维希·冯·巴兰 (1812–1874)             |                         | 1872年10月3日           | 1873年10月9日           | 俾斯麦                                            | 自由主义普鲁士贵族院议员 |                         |
| 伯恩哈德·恩斯特·冯·比洛 (1815–1879)             |                         | 1873年10月9日           | 1879年10月20日          | 俾斯麦                                            | 在1878年6月份至7月份，与俾斯麦以及当时的驻巴黎大使、后来的总理霍恩洛厄亲王一起参加了1878年柏林会议 |                         |
| 小约瑟夫·玛利亚·冯·拉多维茨 (1839–1912)         |                         | 1879年11月6日           | 1880年4月17日           | 俾斯麦                                            | 他避免了可能的战争爆发，任内与英国的关系恶化 |                         |
| 霍恩洛厄-希灵斯菲斯特亲王克洛德维希 (1819–1901) |                         | 1880年4月20日           | 1880年9月1日            | 俾斯麦                                            | 短暂担任 |                         |
| 林堡-施蒂鲁姆伯爵弗里德里希 (1835–1912)         |                         | 1880年9月1日            | 1881年6月25日           | 俾斯麦                                            | 普鲁士众议院议员 |                         |
| 克莱门斯·布施 (1834–1895)                       |                         | 1881年6月25日           | 1881年7月16日           | 俾斯麦                                            | 短暂担任，1879年到1881年，驻布达佩斯。1885年到1888年，驻布加勒斯特，1888年至1892年在斯德哥尔摩，1895年在伯尔尼去世 |                         |
| 保罗·冯·哈茨费尔特-维尔登堡伯爵 (1831–1901)     |                         | 1881年7月16日           | 1885年10月24日          | 俾斯麦                                            | 1882年，被任命为外交部部长，以及普鲁士联邦参议院全权代表 1885年初，他作为德国全权代表领导柏林西非会议的谈判。之后成为德国驻伦敦大使，保留国务部长的军衔; 他很快获得了英国宫廷的认可，并与英国首相第三代索尔兹伯里侯爵罗伯特·加斯科因-塞西尔建立了人文和官方关系。他与俾斯麦达成协议，努力通过与奥地利君主制的关系使英国更接近德意志帝国。 英国、意大利和奥地利之间地中海协定的缔结和设计很大程度上归功于他的影响。1890年俾斯麦被推翻后，利奧·馮·卡普里維通过他的老朋友枢密院议员荷尔斯泰因对德国外交政策产生了更大的影响，目的是表明与英国的和解。1899年，他与英国谈判了《黑尔戈兰-桑给巴尔条约》，为德意志帝国赢得了黑尔戈兰;他还在促成《萨摩亚协定》方面发挥了重要作用 |                         |
| 赫伯特·冯·俾斯麦亲王 (1849–1904)                |                         | 1885年10月24日          | 1890年3月26日           | 俾斯麦 卡普里维                                   | 奥托·冯·俾斯麦的儿子，参加过普法战争并在马斯拉图尔战役受伤。1890年与父亲一起向威廉二世辞职 |                         |
| 阿道夫·冯·比伯施泰因男爵 (1842–1912)            |                         | 1890年3月31日           | 1897年10月19日          | 卡普里维 霍亨洛厄-希灵斯菲斯特亲王克洛德维希      | 在列奥·冯·卡普里维总理期间担任外交部长，并在霍恩洛厄下仍担任了一段时间，任内撰写了克鲁格电报，并因为和威廉二世的冲突而调到君士坦丁堡处理和奥斯曼帝国的关系，促成了巴格达铁路 |                         |
| 伯恩哈德·冯·比洛伯爵 (1849–1929)                |                         | 1897年10月20日          | 1900年10月23日          | 霍亨洛厄-希灵斯菲斯特亲王克洛德维希 比洛          | |                         |
| 奥斯瓦尔德·冯·里希特霍芬男爵 (1847–1906)        |                         | 1900年10月23日          | 1906年1月17日           | 比洛                                              | 在任上去世 |                         |
| 海因里希·冯·奇尔施基-博根多夫 (1858–1916)       |                         | 1906年1月24日           | 1907年10月25日          | 比洛                                              | 在阿尔赫西拉斯会议时期上任，解决了第一次摩洛哥危机，在帝国议会做过关于法军在摩洛哥的报告并缓解了石勒苏益格地区的紧张局势。和康拉德·冯·赫岑多夫致力于德国和奥匈帝国的合作 |                         |
| 威廉·冯·舍恩男爵 (1851–1933)                    |                         | 1907年10月26日          | 1910年6月27日           | 比洛 特奥巴尔德·冯·贝特曼-霍尔维格                | |                         |
| 阿尔弗雷德·冯·基德伦-韦希特 (1852–1912)         |                         | 1910年6月27日           | 1912年12月30日          | 特奥巴尔德·冯·贝特曼-霍尔维格                     | 1913年后担任德国驻巴黎大使，在1914年8月4日提交了对法国的宣战书 |                         |
| 戈特利布·冯·雅戈 (1863–1935)                    |                         | 1913年1月11日           | 1916年11月22日          | 特奥巴尔德·冯·贝特曼-霍尔维格                     | 在第一次世界大战爆发前，对施里芬计划持怀疑态度，并且反对入侵比利时等中立国，因为这可能会迫使英国参战，在第一次马恩河战役，向协约国提出停火，但被德国总参谋部否决。1916年中期辞职以抗议反对无限制潜艇战，这将使美国站在协约国一边参战，战后1919年出版了他的回忆录，标题为《世界大战的原因和爆发》，并且退出了政坛。在不再被接受进入外交部门后，他参与了《凡尔赛条约》中假定的德国战争罪的修订，特别是与外交部战争罪责部密切合作 |                         |
| 阿图尔·齐默尔曼 (1864–1940)                     |                         | 1916年11月22日          | 1917年8月6日            | 特奥巴尔德·冯·贝特曼-霍尔维格 格奥尔格·米夏埃利斯 | 他撰写了齐默尔曼电报，由于尚不清楚的原因，他随后公开确认了该文件的真实性，并因此被解雇。任内支持最高陆军指挥部 |                         |
| 理查德·冯·屈尔曼 (1873–1948)                    |                         | 1917年8月6日            | 1918年7月9日            | 格奥尔格·米夏埃利斯 格奥尔格·冯·赫特林 （I）      | 签署了布列斯特-立陶夫斯克条约，结束了与苏维埃俄国的战争 |                         |
| 保罗·冯·欣策 (1864–1941)                        |                         | 1918年7月9日            | 1918年10月3日           | 格奥尔格·冯·赫特林 （I）                          | 乔治·冯·赫特林内阁外交部长，随内阁辞职 |                         |
| 威廉·索尔夫 (1862–1936)                         |                         | 1918年10月3日           | 1918年11月9日           | 巴登的马克西米利安亲王 （I）                      | 特奥巴尔德·冯·贝特曼-霍尔韦格的坚定支持者，1911-1918担任殖民地事务部门的首长，之后短暂担任马克西米连·冯·巴登总理时期的部长。十一月革命后短暂担任，也是弗里德里希·艾伯特内阁的部长，1920年到1928年担任德国驻日本大使 |                         |
| 魏玛共和国（1918–1919）                         |                         |                         |                         |                                                   | |                         |
| 威廉·索尔夫 (1862–1936)                         |                         | 1918年11月9日           | 1918年12月13日          | 艾伯特 （人民代表委员会）                         | |                         |
| 乌尔里希·冯·布罗克多夫-兰措伯爵 (1869–1928)     |                         | 1918年12月13日          | 1919年2月13日           | 艾伯特 （人民代表委员会）                         | |                         |

## 魏玛共和国及纳粹德国（1918–1945）
1919年，外交部进行重组并建立起现代化架构。此时外交部最高首长由外交部长出任，但基于传统，外交部并未改名（Auswärtiges Amt，英文直译为Foreign Office）。魏玛共和时期最为知名的外交部长为古斯塔夫·施特雷泽曼。他致力于与法兰西第三共和国的和解，并与阿里斯蒂德·白里安共同获得1926年诺贝尔和平奖。1932年，康斯坦丁·冯·纽赖特就任外交部长，在希特勒成为总理后继续掌管外交部，但面临纳粹政治人物如阿尔弗雷德·罗森堡和约阿希姆·冯·里宾特洛甫等人的激烈竞争。里宾特洛甫在1938年成为外交部长，并担任此职直到德國投降。
納粹德國的外交部長名義上負責國家的對外政策與外交關係，但在希特勒集權統治下，這一職位主要執行元首及納粹黨的外交指令。外交部雖保留部分傳統的外交事務功能，如管理駐外使館、進行外交談判與簽署條約，但實際決策權多集中於希特勒本人以及納粹黨內其他核心人物。尤其在1938年後，當納粹黨的權力機構如“對外政策辦公室”（APA）與黨務要員如里賓特洛甫接手更多外交任務後，傳統外交機構實際淪為執行工具。納粹外交政策的核心在於推動領土擴張（如吞併奧地利、蘇台德、入侵波蘭）與建立戰時外交聯盟（如軸心國合作），而外交部長則多扮演協調與掩飾侵略意圖的角色，透過外交語言與條約掩蓋納粹的軍事準備與擴張野心。
政党：
  社民党（SPD）  
  中央党
  民主党（DDP）  
  人民党（DVP）  
  纳粹党（NSDAP）
| 任次 | 肖像                        | 外交部长                                              | 就职           | 离职           | 任职时间 | 政党                     | Cabinet                                                                       |
| ---- | --------------------------- | ----------------------------------------------------- | -------------- | -------------- | -------- | ------------------------ | ----------------------------------------------------------------------------- |
| 1    | 乌尔里希·冯·布罗克多夫-兰措 | 乌尔里希·冯·布罗克多夫-兰措 （1869–1928）             | 1919年2月13日  | 1919年6月20日  | 127天    | 无党籍                   | 谢德曼                                                                        |
| 2    | 赫尔曼·穆勒                 | 赫尔曼·穆勒 （1876–1931）                             | 1919年6月21日  | 1920年3月26日  | 279天    | 德國社會民主黨           | 鲍尔                                                                          |
| 3    | 阿道夫·克斯特               | 阿道夫·克斯特 （1883–1930）                           | 1920年4月10日  | 1920年6月8日   | 59天     | 德國社會民主黨           | 穆勒（1）                                                                     |
| 4    | 瓦尔特·西蒙斯               | 瓦尔特·西蒙斯 （1861–1937）                           | 1920年6月25日  | 1921年5月4日   | 313天    | 无党籍                   | 费伦巴赫                                                                      |
| 5    | 弗里德里希·罗森             | 弗里德里希·罗森 （1856–1935）                         | 1921年5月10日  | 1921年10月22日 | 165天    | 无党籍                   | 维尔特（1）                                                                   |
| –    | 约瑟夫·维尔特               | 约瑟夫·维尔特 （1879–1956） ［署任］                  | 1921年10月26日 | 1922年1月31日  | 97天     | 德國中央黨               | 维尔特（2）                                                                   |
| 6    | 瓦尔特·拉特瑙               | 瓦尔特·拉特瑙 （1867–1922）                           | 1922年2月1日   | 1922年6月24日† | 143天    | 德國民主黨               | 维尔特（2）                                                                   |
| –    | 约瑟夫·维尔特               | 约瑟夫·维尔特 （1879–1956） ［署任］                  | 1922年6月24日  | 1922年11月14日 | 143天    | 德國中央黨               | 维尔特（2）                                                                   |
| 7    | 汉斯·冯·罗森贝格            | 汉斯·冯·罗森贝格 （1879–1956）                        | 1922年11月22日 | 1923年8月11日  | 262天    | 无党籍                   | 库诺                                                                          |
| 8    | 古斯塔夫·施特雷泽曼         | 古斯塔夫·施特雷泽曼 （1878–1929）                     | 1923年8月13日  | 1929年10月3日† | 6年51天  | 德国人民党               | 施特雷泽曼（1）–（2） 马克斯（1）–（2） 卢瑟（1）–（2） （3）–（4） 穆勒（2） |
| 9    | 尤利乌斯·库尔提乌斯         | 尤利乌斯·库尔提乌斯 （1877–1948）                     | 1929年10月4日  | 1931年10月9日  | 2年5天   | 德国人民党               | 穆勒（2） 布吕宁（1）                                                         |
| 10   | 海因里希·布吕宁             | 海因里希·布吕宁 （1885–1970）                         | 1931年10月9日  | 1932年5月30日  | 234天    | 德國中央黨               | 穆勒（2） 布吕宁（2）                                                         |
| 11   | 康斯坦丁·冯·诺伊拉特        | 康斯坦丁·冯·诺伊拉特 （1873–1956） (1937年前为无党籍) | 1932年6月1日   | 1938年2月4日   | 5年248天 | 德意志國家社會主義工人黨 | 帕彭 施莱歇尔 希特勒                                                          |
| 12   | 约阿希姆·冯·里宾特洛甫      | 约阿希姆·冯·里宾特洛甫 （1893–1946）                  | 1938年2月4日   | 1945年4月30日  | 7年85天  | 德意志國家社會主義工人黨 | 希特勒                                                                        |
| 13   | 阿图尔·赛斯-因夸特          | 阿图尔·赛斯-因夸特 （1892–1946）                      | 1945年4月30日  | 1945年5月2日   | 2天      | 德意志國家社會主義工人黨 | 戈培尔                                                                        |
| 14   | 路茨·什韦林·冯·克罗西克伯爵 | 路茨·什韦林·冯·克罗西克伯爵 （1887–1977）             | 1945年5月2日   | 1945年5月23日  | 21天     | 德意志國家社會主義工人黨 | 施韦林·冯·克罗西克                                                            |

## 德意志民主共和国（1949–1990）
東德外交部長是德意志民主共和國政府中負責對外事務的高級官員，主要職責包括制定外交政策、代表國家參與國際談判、管理駐外使節機構，以及在國際舞台上維護東德的國家形象與利益。由於冷戰時期東西方對立的格局，外交部長不僅要與社會主義陣營國家保持密切合作，也需要應對來自西德與西方國家的政治壓力與外交挑戰。此外，外交部長還在東德加入聯合國與拓展第三世界外交關係的過程中發揮了關鍵作用，是東德推動國際承認與主權獨立的重要角色之一。
第一任外交部長格奥尔格·德廷格任職於1949年到1953年，是人民议会的议员和第一任外交部长。他在起草德意志民主共和国的第一部宪法方面发挥了决定性作用，基民盟报纸《新时代报》于1949年19月发表了他的外交政策目标。1950年10月27日，他与波兰签署了关于奥得河-尼斯河边界的兹戈热莱茨条约，并且和波兰外交部长斯坦尼斯瓦夫·斯克热谢夫斯基一起签署了在法兰克福签署了奥得河—尼斯河线划界的最终议定书。
1952年夏天，外交部长德廷格向东部基民盟的党的领导层提出要求，捐赠一个钟，并将其安装在德波边境的法兰克福。他的党内同事、党领导秘书处成员威利·莱斯纳（Willi Leisner）竞选批准这一请求，除其他外，为该项目辩护，他说这个钟声“......有朝一日（应该）预示着和平和统一的德国与爱好和平的人民友好”。德廷格在1953年被斯大林迫害，在东德秘密关押10年，之后葬在莱比锡南的公墓。
著名的東德外交部長之一是奧托·溫策爾，他在1965年至1975年間擔任此職，期間見證了東德在國際上逐步取得承認，並在1973年成功加入聯合國。
政党：
  基民盟  （CDU）
  统社党（SED）
  国家民主党（NDPD）
  社民党（SPD）
| 任次 | 肖像            | 外交部长                       | 就职           | 离职          | 任职时间   | 政党                                                                     | 部长会议主席           |
| ---- | --------------- | ------------------------------ | -------------- | ------------- | ---------- | ------------------------------------------------------------------------ | ---------------------- |
| 1    | 格奥尔格·德廷格 | 格奥尔格·德廷格 （1902–1968）  | 1949年10月12日 | 1953年1月15日 | 3年3个月   | [[东德基督教民主联盟\|Template:Party meta/shortname/东德基督教民主联盟]] | 格罗提渥               |
| 2    | 安东·阿克曼     | 安东·阿克曼 （1905–1973）      | 1953年1月15日  | 1953年7月     | 5个月      | 德国统一社会党                                                           | 格罗提渥               |
| 3    | 洛塔尔·博尔茨   | 洛塔尔·博尔茨 （1903–1986）    | 1953年7月      | 1965年6月24日 | 11年11个月 | 东德德国国家民主党                                                       | 格罗提渥 斯托夫        |
| 4    | 奥托·温策尔     | 奥托·温策尔 （1902–1975）      | 1965年6月24日  | 1975年1月20日 | 9年6个月   | 德国统一社会党                                                           | 斯托夫 辛德尔曼        |
| 5    | 奥斯卡·菲舍尔   | 奥斯卡·菲舍尔 （1923–2020）    | 1975年3月3日   | 1990年4月12日 | 15年1个月  | 德国统一社会党                                                           | 辛德尔曼 斯托夫 莫德罗 |
| 6    | 马库斯·梅克尔   | 马库斯·梅克尔 （1952年出生）   | 1990年4月12日  | 1990年8月20日 | 4个月      | 德國社會民主黨                                                           | 德迈齐埃               |
| 7    | 洛塔尔·德迈齐埃 | 洛塔尔·德迈齐埃 （1940年出生） | 1990年8月20日  | 1990年10月2日 | 1个月      | [[东德基督教民主联盟\|Template:Party meta/shortname/东德基督教民主联盟]] | 德迈齐埃               |

## 德意志联邦共和国（1949年至今）
西德以及現在的聯邦德國的外交部长，自1949年起。2000年，外交部总部迁至柏林德意志帝国银行暨德国统一社会党（前东德执政党）旧址，而原来的波恩办公室则成为第二办公室。
政党：
  基民盟（CDU）
  社民党（SPD）
  自民党（FDP）
  绿党
| 任次    | 肖像                     | 外交部长                                | 就职           | 离职           | 任职时间 | 政党               | Cabinet                             |
| ------- | ------------------------ | --------------------------------------- | -------------- | -------------- | -------- | ------------------ | ----------------------------------- |
| 1       | 康拉德·阿登纳            | 康拉德·阿登纳 （1876–1967）             | 1951年3月15日  | 1955年6月6日   | 4年83天  | 德国基督教民主联盟 | 阿登纳（1）–（2）                   |
| 2       | 海因里希·冯·布伦塔诺     | 海因里希·冯·布伦塔诺 （1904–1964）      | 1955年6月6日   | 1961年10月30日 | 6年146天 | 德国基督教民主联盟 | 阿登纳（2）–（3）                   |
| 3       | 格哈德·施罗德            | 格哈德·施罗德 （1910–1989）             | 1961年11月14日 | 1966年11月30日 | 5年16天  | 德国基督教民主联盟 | 阿登纳（4）–（5） 埃哈德（1）–（2） |
| 4       | 维利·勃兰特              | 维利·勃兰特 （1913–1992）               | 1966年12月1日  | 1969年10月20日 | 2年323天 | 德國社會民主黨     | 基辛格                              |
| 5       | 瓦尔特·謝尔              | 瓦尔特·謝尔 （1919–2016）               | 1969年10月21日 | 1974年5月15日  | 4年206天 | 自由民主黨         | 勃兰特（1）–（2）                   |
| 6       | 汉斯-迪特里希·根舍       | 汉斯-迪特里希·根舍 （1927–2016）        | 1974年5月17日  | 1982年9月17日  | 8年123天 | 自由民主黨         | 施密特（1）–（2）–（3）             |
| 7       | 赫尔穆特·施密特          | 赫尔穆特·施密特 （1918–2015）           | 1982年9月17日  | 1982年10月1日  | 17天     | 德國社會民主黨     | 施密特（3）                         |
| 8 (6)   | 汉斯-迪特里希·根舍       | 汉斯-迪特里希·根舍 （1927–2016）        | 1982年10月1日  | 1992年5月17日  | 9年226天 | 自由民主黨         | 科尔（1）–（2）–（3）–（4）         |
| 9       | 克劳斯·金克尔            | 克劳斯·金克尔 （1936–2019）             | 1992年5月18日  | 1998年10月26日 | 6年161天 | 自由民主黨         | 科尔（4）–（5）                     |
| 10      | 约施卡·菲舍尔            | 约施卡·菲舍尔 （1948年出生）            | 1998年10月27日 | 2005年11月22日 | 7年26天  | 聯盟90/綠黨        | 施罗德（1）–（2）                   |
| 11      | 弗兰克-瓦尔特·施泰因迈尔 | 弗兰克-瓦尔特·施泰因迈尔 （1956年出生） | 2005年11月22日 | 2009年10月28日 | 3年340天 | 德國社會民主黨     | 默克尔（1）                         |
| 12      | 吉多·韦斯特韦勒          | 吉多·韦斯特韦勒 （1961–2016）           | 2009年10月28日 | 2013年12月17日 | 4年50天  | 自由民主黨         | 默克尔（2）                         |
| 13 (11) | 弗兰克-瓦尔特·施泰因迈尔 | 弗兰克-瓦尔特·施泰因迈尔 （1956年出生） | 2013年12月17日 | 2017年1月27日  | 3年41天  | 德國社會民主黨     | 默克尔（2）                         |
| 14      | 西格马尔·加布里尔        | 西格马尔·加布里尔 （1959年出生）        | 2017年1月27日  | 2018年3月14日  | 1年46天  | 德國社會民主黨     | 默克尔（3）                         |
| 15      | 海科·马斯                | 海科·马斯 （1966年出生）                | 2018年3月14日  | 2021年12月8日  | 3年269天 | 德國社會民主黨     | 默克尔（4）                         |
| 16      | 安娜萊娜·貝爾伯克        | 安娜萊娜·貝爾伯克 （1980年出生）        | 2021年12月8日  | 2025年5月6日   | 3年149天 | 聯盟90/綠黨        | 朔尔茨                              |
| 17      | 约翰·瓦德富尔            | 约翰·瓦德富尔 （1963年出生）            | 2025年5月6日   | 现任           | 12天     | 德国基督教民主联盟 | 默茨                                |